# Lijst van nummer 1-hits in De Afrekening in 2007
Deze nummers stonden in 2007 op nummer 1 in De Afrekening.
| Datum        | Artiest           | Titel                    |
| ------------ | ----------------- | ------------------------ |
| 3 januari    | Muse              | Knights of Cydonia       |
| 10 januari   | Muse              | Knights of Cydonia       |
| 17 januari   | Muse              | Knights of Cydonia       |
| 24 januari   | Muse              | Knights of Cydonia       |
| 31 januari   | Muse              | Knights of Cydonia       |
| 7 februari   | Damien Rice       | 9 Crimes                 |
| 14 februari  | Kaiser Chiefs     | Ruby                     |
| 21 februari  | Kaiser Chiefs     | Ruby                     |
| 28 februari  | Kaiser Chiefs     | Ruby                     |
| 7 maart      | Kaiser Chiefs     | Ruby                     |
| 14 maart     | Kaiser Chiefs     | Ruby                     |
| 21 maart     | Kaiser Chiefs     | Ruby                     |
| 28 maart     | Kaiser Chiefs     | Ruby                     |
| 4 april      | Milow             | You don't know           |
| 11 april     | Milow             | You don't know           |
| 18 april     | Milow             | You don't know           |
| 25 april     | Zornik            | Black Hope Shot Down     |
| 2 mei        | Zornik            | Black Hope Shot Down     |
| 9 mei        | Zornik            | Black Hope Shot Down     |
| 16 mei       | Zornik            | Black Hope Shot Down     |
| 23 mei       | Zornik            | Black Hope Shot Down     |
| 30 mei       | Zornik            | Black Hope Shot Down     |
| 6 juni       | Regina Spektor    | Samson                   |
| 13 juni      | Regina Spektor    | Samson                   |
| 20 juni      | Regina Spektor    | Samson                   |
| 27 juni      | Smashing Pumpkins | Tarantula                |
| 4 juli       | Smashing Pumpkins | Tarantula                |
| 11 juli      | Tokio Hotel       | Monsoon                  |
| 18 juli      | Smashing Pumpkins | Tarantula                |
| 25 juli      | Muse              | Map of the Problematique |
| 1 augustus   | Muse              | Map of the Problematique |
| 8 augustus   | Muse              | Map of the Problematique |
| 15 augustus  | Muse              | Map of the Problematique |
| 29 augustus  | Muse              | Map of the Problematique |
| 5 september  | Foo Fighters      | The Pretender            |
| 12 september | Foo Fighters      | The Pretender            |
| 19 september | Foo Fighters      | The Pretender            |
| 26 september | Foo Fighters      | The Pretender            |
| 3 oktober    | Foo Fighters      | The Pretender            |
| 10 oktober   | Foo Fighters      | The Pretender            |
| 17 oktober   | Foo Fighters      | The Pretender            |
| 24 oktober   | Air Traffic       | Shooting star            |
| 31 oktober   | Air Traffic       | Shooting star            |
| 7 november   | Air Traffic       | Shooting star            |
| 14 november  | Air Traffic       | Shooting star            |
| 21 november  | Air Traffic       | Shooting star            |
| 28 november  | Bloc Party        | Flux                     |
| 5 december   | Bloc Party        | Flux                     |
| 12 december  | Bloc Party        | Flux                     |

- Nederland (Top 40)
- Nederland (Single Top 100)
- Nederland (3FM Mega Top 50)
- Nederland (Kink 40)
- Nederland (DVD Top 30)
- Vlaanderen (Radio 2 Top 30)
- Vlaanderen (Ultratop 50)
- Vlaanderen (Top 30 van Ultratop)
- Vlaanderen (De Afrekening)
- Wallonië
- Australië
- Canada
- Denemarken
- Duitsland
- Frankrijk
- Ierland
- Italië
- Nieuw-Zeeland
- Noorwegen
- Oostenrijk
- Spanje
- Verenigd Koninkrijk
- Verenigde Staten (Hot 100)
- Zweden
- Zwitserland